# さつき台
さつき台は、日本各地に点在する地名。大抵の場合、新興住宅地となっている。

## 愛知県瀬戸市さつき台
愛知県瀬戸市さつき台にある住宅地。昭和40年代に「水野団地」として造成された地域の一部分である。住所表記では さつき台1丁目 - 5丁目。
西陵小学校、水野中学校の校区となる。さつき台のすぐ南に南山中学校があるが校区外である。
交通
- 愛知環状鉄道線 中水野駅より徒歩約20分。
- 名鉄瀬戸線 新瀬戸駅、愛知環状鉄道線 瀬戸市駅より徒歩約20分。
- 国道155号 市民公園交差点から西へすぐ。

## 奈良県生駒市さつき台
奈良県生駒市にあるさつき台は、矢田丘陵の北西に位置する新興住宅地である。
- 住所の表記はさつき台1丁目、2丁目。
- 壱分小学校、生駒東小学校が校区に指定している。

交通
- 近鉄東生駒駅、生駒駅から奈良交通バスが通っており、さつき台住宅、さつき台一丁目のバス停がある。
- 近鉄東生駒駅から徒歩30分。しかしバスも出ているので同駅から10分足らずで行くことができる。
- 近鉄一分駅から徒歩20分。途中激しい上り坂がある。
- 第二阪奈道路が近くにある。そこからすぐに大阪に出られるので、車での交通は便利。

## 和歌山県橋本市さつき台
和歌山県橋本市さつき台にある住宅地。株式会社大倉によって開発され、2001年から『橋本ガーデンタウンさつき台』として分譲開始。住所表記では さつき台1,2丁目。
交通
- 南海高野線 御幸辻駅より徒歩約7分。
- 紀ノ川広域農道に面する。国道371号交点から西へすぐ。

## 兵庫県三木市さつき台
兵庫県三木市さつき台の住宅街である。三木市の中央に位置する三木山を切り開いて造成され、日商岩井不動産らによって1999年に『三木山さつき台』として街開きされた。住居表記は、さつき台一丁目、二丁目。以前は福井地区の一部であった。
交通
- 神戸電鉄粟生線 志染駅 徒歩西へすぐ。
- 三木市コミュニティバス さつき台1丁目、さつき台2丁目下車。（毎週火曜日・金曜日のみ運行）

商業施設
- マルアイ三木さつき台店

## 北九州市八幡西区さつき台
福岡県北九州市八幡西区さつき台にある住宅地。1996年3月より旭化成工業によって開発（23.5ha、539区画）され、『折尾さつき台』として分譲されている。住所表記では、さつき台1,2丁目。
交通
- JR鹿児島本線・福北ゆたか線 折尾駅より徒歩約15分。